# UEFA Champions League 2006/07 (1/4 finale) PSV Eindhoven - FC Liverpool
Deze pagina is een subpagina van het artikel UEFA Champions League 2006/07. Hierin wordt de wedstrijd in de 1/4 finale tussen PSV Eindhoven en FC Liverpool gespeeld op 3 april nader uitgelicht.

## Wedstrijdgegevens
| Datum                | 3 april 2007                            | 3 april 2007                            |
| Stadion              | Philips Stadion, Eindhoven              | Philips Stadion, Eindhoven              |
| Toeschouwers         | 35.000                                  | 35.000                                  |
| Scheidsrechter       | Bertrand Layec FRA                      | Bertrand Layec FRA                      |
| Assistenten          | Christian Thoison FRA Eric Dansault FRA | Christian Thoison FRA Eric Dansault FRA |
| Vierde man           | Stéphane Lannoy FRA                     | Stéphane Lannoy FRA                     |
| Man van de wedstrijd | Steven Gerrard (FC Liverpool)           | Steven Gerrard (FC Liverpool)           |
|                      | PSV Eindhoven                           | FC Liverpool                            |
| Doelpunten           | 0                                       | 3                                       |
| Gele kaarten         | 2                                       | 2                                       |
| Rode kaarten         | 0                                       | 0                                       |
| Wissels              | 3                                       | 3                                       |
| Schoten op doel      | 2                                       | 6                                       |
| Schoten naast doel   | 8                                       | 5                                       |
| Overtredingen        | 15                                      | 14                                      |
| Hoekschoppen         | 2                                       | 2                                       |
| Buitenspel           | 5                                       | 2                                       |
| Strafschoppen        | 0                                       | 0                                       |
| Balbezit (tijd)      | 35 min                                  | 27 min                                  |
| Balbezit (%)         | 56%                                     | 44%                                     |

| PSV Eindhoven | 0-3            | FC Liverpool |
| | goals (assist) | 27' Steven Gerrard 49' John Arne Riise 63' Peter Crouch |
| Ronald Koeman | coach          | Rafael Benítez |
| Gomes Jan Kromkamp ( 68') Timmy Simons Mika Väyrynen Phillip Cocu Edison Méndez ( 51') Manuel da Costa Jason Čulina Jefferson Farfán ( 46') Carlos Salcido Diego Tardelli | Opstellingen   | José Manuel Reina Steve Finnan Daniel Agger John Arne Riise ( 66') Steven Gerrard Fabio Aurelio ( 75') Xabi Alonso Peter Crouch ( 85') Dirk Kuijt Javier Mascherano Jamie Carragher |
| Sun Xiang ( 46') Patrick Kluivert ( 51') Csaba Fehér ( 68') | Wissels        | Boudewijn Zenden ( 66') Mark González ( 75') Jermaine Pennant ( 85') |
| 64' Patrick Kluivert 72' Csaba Fehér | gele kaarten   | 39' Javier Mascherano 90+' Dirk Kuijt |
| | rode kaarten   | |